# Jacques Lamontagne
Pour les articles homonymes, voir Lamontagne.
 (octobre 2018).
Si vous disposez d'ouvrages ou d'articles de référence ou si vous connaissez des sites web de qualité traitant du thème abordé ici, merci de compléter l'article en donnant les références utiles à sa vérifiabilité et en les liant à la section « Notes et références ».
Jacques Lamontagne est un illustrateur québécois, né en 1961. 

## Biographie
Il a réalisé des œuvres pour divers clients, aussi bien d'Amérique du Nord que d'Europe : agences de publicité, maisons d'édition et magazines. Il a également travaillé pour le magazine Safarir, entre autres avec les Contes d'Outre-Tombe. En plus de ces projets, il travaille depuis 2005 sur une série de bandes dessinées, Les Druides, comme illustrateur et coloriste aux éditions Soleil. Depuis 2009, toujours chez Soleil, il scénarise la première aventure de la série Yuna, mise en images par le dessinateur chinois Ma Yi. En 2010 paraît le premier tome de la série Aspic, détectives de l'étrange chez Quadrants, La naine aux ectoplasmes écrit par le scénariste Thierry Gloris. Jacques Lamontagne y réalise couleurs et dessins. Un second tome, l'Or du vice, suit un an plus tard.
Il est membre de l'Association des illustrateurs et illustratrices du Québec depuis 1999.
Il a publié en février 2009 un recueil des Contes d'outre tombe chez les éditions Les 400 coups.

## Publications
- Van Helsing contre Jack l'Éventreur, scénario de Jacques Lamontagne, dessins de Sinisa Radovic, Soleil Productions coll 1800

1. Tu as vu le diable, 2012.
2. La Belle de Crécy

- Yuna, scénario de Jacques Lamontagne, dessins et couleurs de Ma Yi, Soleil Productions coll Soleil Celtic

1. La Prophétie de Winog, 2009
2. L'Île aux tombeaux, 2010
3. L'Ombre de la tarasque, 2011

- Les Druides, scénario de Jean-Luc Istin et Thierry Jigourel, dessins et couleurs de Jacques Lamontagne, Soleil Productions coll Soleil Celtic

1. Le Mystère des Oghams, 2005
2. Is la blanche, 2006
3. La Lance de Lug, 2007
4. La Ronde des géants, 2008
5. La Pierre de destinée, 2009
6. Crépuscule, 2012
7. Les Disparus de Cornouailles, 2012

- Shelton et Felter, scénario et dessin de Jacques Lamontagne, couleurs de Scarlett Smulkowski, Kennes éditions

1. La Mort noire, 2017
2. Le Spectre de l'Adriatic, 2018

## Prix
- 1981: Prix Boréal du Meilleur illustrateur
- 1998: Prix Boréal du Meilleur travail artistique
- 2006: Prix Réal-Filion (Espoir québécois) pour l'album Les Druides, tome 1 : Le mystère des Oghams
- 2009: Prix Boréal Meilleure création artistique, pour la couverture de La Lance de Lug (Les Druides, 3).